# Оук Лиф (Тексас)
Оук Лиф (енгл. Oak Leaf) град је у америчкој савезној држави Тексас. По попису становништва из 2010. у њему је живело 1.298 становника.

## Демографија
Према попису становништва из 2010. у граду је живело 1.298 становника, што је 89 (7,4%) становника више него 2000. године.
| Група             | 2000.         | 2010.         |
| Белци             | 1.091 (90,2%) | 1.004 (77,3%) |
| Афроамериканци    | 39 (3,2%)     | 150 (11,6%)   |
| Азијати           | 2 (0,2%)      | 11 (0,8%)     |
| Хиспаноамериканци | 65 (5,4%)     | 115 (8,9%)    |
| Укупно            | 1.209         | 1.298         |